# Nieuwe Waterweg
La Nieuwe Waterweg (littéralement « nouvelle voie navigable ») est une voie navigable du delta du Rhin d'environ 7 km. Elle constitue un important canal des Pays-Bas qui va de la rivière Scheur (l'une des branches du delta de la Meuse et du Rhin), à l'ouest de la ville de Maassluis, jusqu'à la mer du Nord à Hoek van Holland. Ce canal est de fait le dernier tronçon du Rhin.
La Nieuwe Waterweg est très fréquentée : elle permet le passage des navires entre les régions européennes arrosées par le Rhin et la mer du Nord. Elle a joué un rôle important dans le développement du port de Rotterdam jusqu'à nos jours.

## Caractéristiques
Le Nieuwe Waterweg se développe sur une longueur d'environ 7 km. La largeur de son lit varie entre 480 et 675 m. En outre, le niveau du canal s'échelonne entre -16 et −14,50 m par rapport au référentiel NAP. Entre Kop van Zuid et le tunnel du Benelux, la hauteur moyenne du Nieuwe Waterweg atteint −15 m, le niveau moyen sur la portion comprise entre Kop van Zuid et Botlekgebied étant de −14,5 m, tandis que celui du tronçon compris entre Botlekgebied et le tunnel du Benelux est établi à −16,3 m (l'ensemble de ces valeurs sont exprimées par rapport au référentiel NAP). Par ailleurs, le débit moyen annuel du canal fluctue entre un minimum de 483 m3/s (taux observé au 5e centile) et un maximum de 2 488 m3/s (valeur observée au 95e centile). Au point de confluence de ses eaux avec celles de la Nouvelle Meuse, son module est évalué à 3,5 m3/s, et atteint des valeurs maximales d'environ 200 m3/s au point kilométrique « 1032 ».

## Histoire

### Révolution industrielle
Tandis que le port de Rotterdam devient de plus en plus important et florissant du XIIIe siècle au XVIe siècle, l'économie de la ville et du port reste plus ou moins stable pendant deux siècles et connaît même des périodes de régression. La qualité des voies navigables est en partie responsable de cette stagnation. L'estuaire s'envase au fil du temps, et le passage des navires devient de plus en plus difficile. Les navires qui quittent Rotterdam doivent trouver leur chemin parmi les différents bras du Rhin pour atteindre la mer à Brouwershaven, ce qui peut parfois leur prendre des mois. Une plaisanterie de l'époque dit que cette petite ville de Zélande est à mi-chemin entre Rotterdam et les Indes orientales. 
Avec la révolution industrielle, des moyens sont mis en œuvre pour que le lit du fleuve soit plus profond. Le canal de Voorne est creusé et ouvert à la circulation en 1830, mais s'avère insuffisant en raison de l'augmentation du trafic et de la taille croissante des bateaux à vapeur construits en acier. Les bateaux les plus larges ne peuvent pas se croiser sur le canal, ce qui les oblige à s'arrêter à plusieurs endroits pour attendre leur tour de passage. Or la concurrence existe : les ports de Anvers, Hambourg, et de Brême ont des liaisons maritimes avec la vallée de la Rhur. 
Vers 1860, des excavateurs de large taille et fonctionnant à la vapeur sont conçus et utilisés pour les travaux du canal de la Nieuwe Merwede et le Noordzeekanaal). Ces nouvelles machines, d'abord produites uniquement en Angleterre et en Écosse, sont construites sur les chantiers navals néerlandais de Fop Smit à Alblasserdam à partir du milieu du XIXe siècle.

### Décision législative
L'homme politique néerlandais Johan Rudolf Thorbecke soumet en 1863 un projet de loi pour la construction de la nouvelle voie navigable sur l'axe Rhin-Mer du nord (Nieuwe Waterweg) et du canal de la mer du Nord (Noordzeekanaal) à la Chambre basse du parlement néerlandais. Il déclare dans son discours que la mise en œuvre de ces plans ambitieux sera un grand défi. Le défi se pose à plusieurs niveaux : financier, d'une part, car les finances du pays ne sont pas excellentes, or les conséquences de la modernisation des ports sur l'économie restent inconnues ; technologique, d'autre part, car de travaux d'une telle ampleur n'ont encore jamais été entrepris ; politique enfin, car la modernisation de l'état néerlandais n'est pas du goût des opposants conservateurs influents.

### Travaux

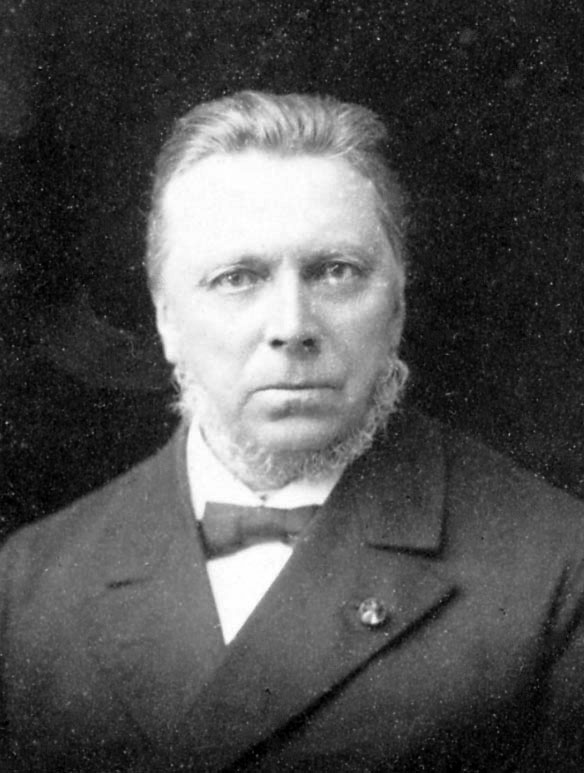
Pieter Caland (1902).

En 1856, le jeune ingénieur Pieter Caland est choisi pour étudier les travaux d'amélioration de l'embouchure des fleuves Clyde en Écosse, et de la Seine et du Rhône en France. Ses études s'avèrent par la suite d'une grande utilité pour l'aménagement du Nieuwe Waterweg. Lorsque la loi en faveur de la construction de la Nieuwe Waterweg est votée, il est choisi pour faire partie du conseil mis en place par l'État, pour étudier ce projet. Le conseil réunit les meilleurs ingénieurs du pays, et Caland y exerce la fonction de secrétaire. Faisant le constat qu'à son embouchure sur la mer à Hoek van Holland, le fond marin est beaucoup plus profond qu'il ne l'est à l'embouchure de la Meuse de Brielle, Caland suggère de créer une nouvelle voie navigable, reliant Rhin et mer du Nord, qui utiliserait en partie le lit de la rivière Scheur ,.
Les travaux de creusement et de terrassement du canal débutent le 11 janvier 1869. Le Nieuwe Waterweg est ouvert en janvier 1872.

### Conséquences sur le développement du port de Rotterdam auXXesiècle
En pleine révolution industrielle, ce passage permet aux régions du bassin du Rhin, et à la région de la Ruhr, de développer rapidement leur économie et leur commerce,. Pour la première fois dans son histoire, Rotterdam construit alors des quais sur sa rive sud (tous les anciens ports de Rotterdam, le Oude Haven, Leuvehaven, Wijnhaven, sont en effet sur la rive nord). Les bateaux à vapeur peuvent alors se rendre en une journée à la grande capitale financière et commerciale mondiale de Londres. Grâce au Nieuwe Waterweg et aux nouveaux quais, Rotterdam devient alors en quelques décennies le plus grand port de transit de l'Europe. L'Europoort (Porte de l'Europe) est construit dans les années 1960, prolongé par les Maasvlaakte dans les années 1970 puis par le Maasvlakte 2 dans les années 2000. La réserve ornithologique De Beer fut totalement détruite par ces travaux. 
Rotterdam est également un grand port de transport de passagers, point de départ au XIXe siècle, de l'émigration européenne, vers les États-Unis avec la Holland-America Lijn qui assure des liaisons transatlantiques régulières. La Nieuwe Waterweg permet aussi le développement de grands navires de croisière : les constructeurs Wilton Fijenoord et Rotterdamsche Droogdok Maatschappij (RDM) rivalisent avec les chantiers navals de Saint-Nazaire, constructeurs du paquebot Normandie en 1932, et Hapag-Lloyd de Hambourg.

## Circulation maritime

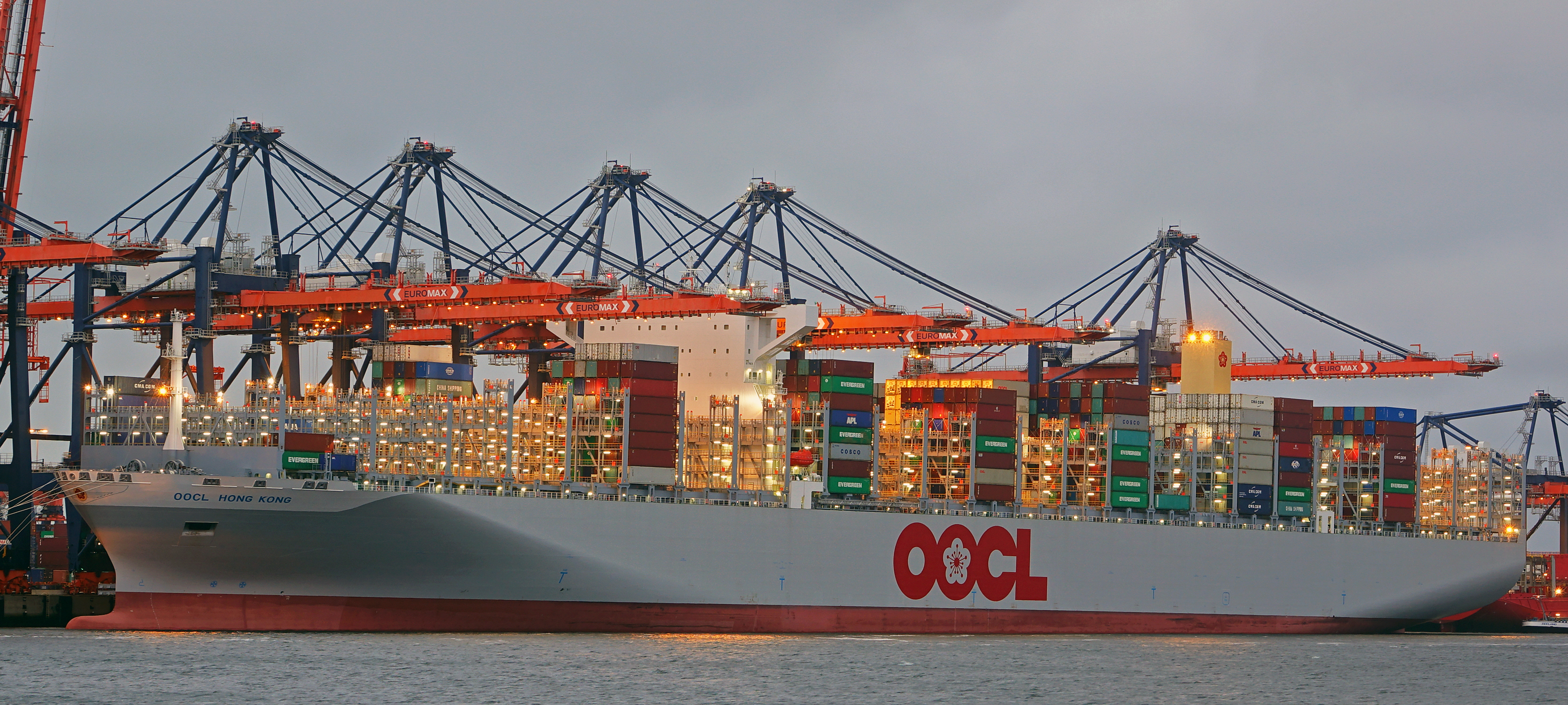
Le plus grand porte-conteneurs du monde en 2017, le OOCL Hong Kong.

Au début du XXIe siècle, Rotterdam continue d'occuper la première place au classement des ports européens. La Nieuwe Waterweg offre l'avantage de permettre la circulation des navires les plus larges du monde. Ainsi, en 2003, l'OOCL Shenzhen, le plus large porte-conteneurs au monde, est-il entré dans le port de Rotterdam,. En juin 2017, le plus grand porte-conteneurs du monde l'OOCL Hong Kong (21,413 EVP), arrive pour la première fois à Rotterdam. 
Les plus grands navires de croisière du monde peuvent traverser la Nieuwe Waterweg pour atteindre les quais Wilhelminakade et son terminal de croisière à Rotterdam. Ainsi le MS Harmony of the Seas, le plus grand navire de croisière au monde, a-t-il fait escale à Rotterdam, en 2016, pour sa première sortie avant de se diriger vers Barcelone pour commencer une série des croisières en Méditerranée. 

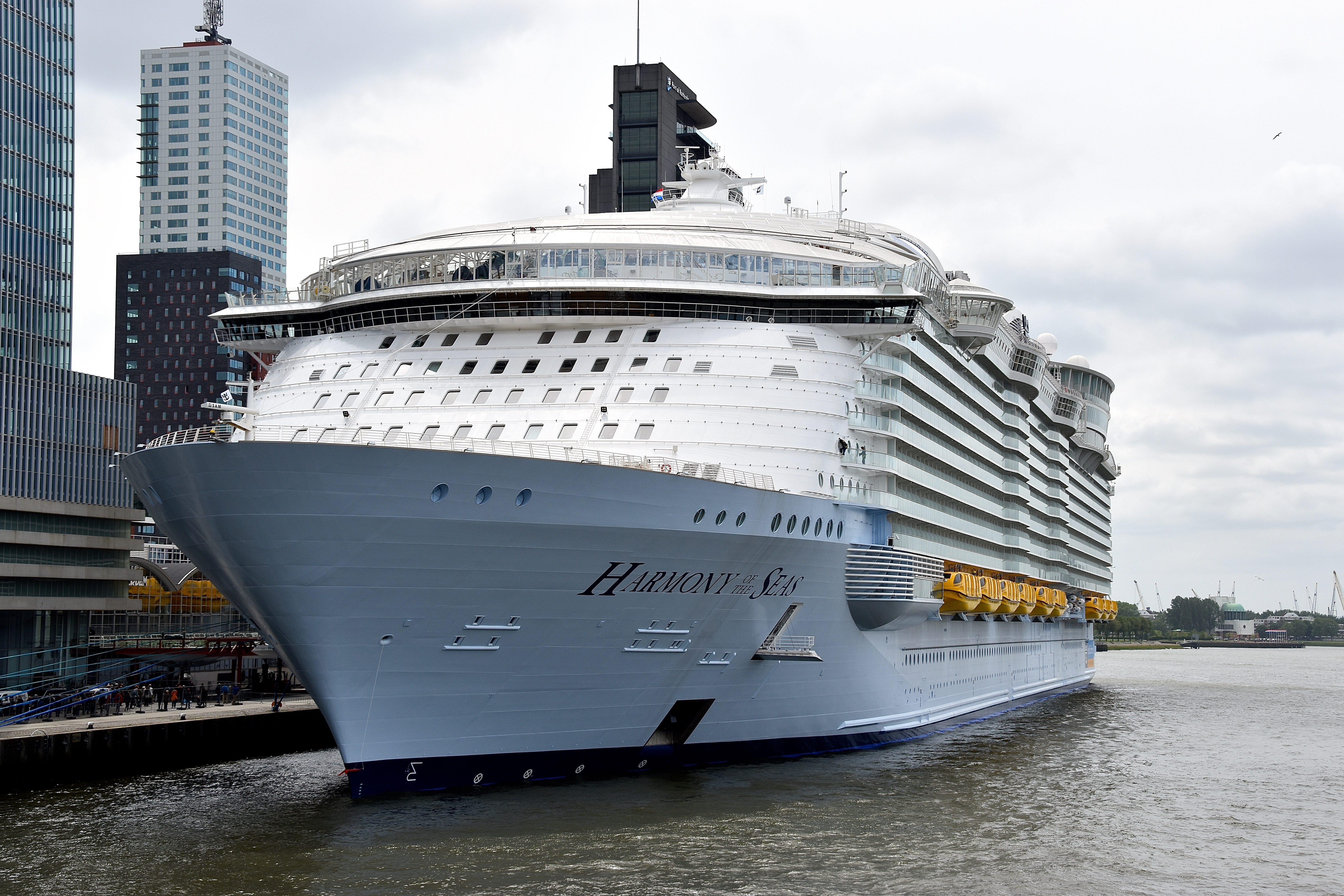
MS Harmony of The Seas, le plus grand navire de croisière du monde en 2016 au terminal de croisières de Rotterdam.

La traversée ne comporte ni écluse, ni pont . Ainsi, le premier pont sur la route entre la mer du Nord, Nieuwe Waterweg, puis la Scheur puis la Nouvelle Meuse, est le pont Érasme situé à hauteur du centre-ville de Rotterdam, c'est-à-dire à une quarantaine de kilomètres de l'embouchure du fleuve. Des ponts mobiles sont construits sur les autres voies navigables, mais pas sur la Nieuwe Waterweg. 
La circulation sur la Nieuwe Waterweg est à double sens et est très dense. La gestion de la circulation sur le port est présentées au grand public au musée maritime de Rotterdam.

## Maîtrise du niveau des eaux
De grands travaux sont mis en place à la suite de l'inondation de 1953 qui dévaste la région du delta Rhin-Meuse et le sud-est de la Hollande-Méridionale. L'ensemble de ces travaux prend le nom de Plan Delta et s'échelonnent sur plusieurs années. Les digues de Nieuwe Waterweg sont protégées par la construction de la Barrière de l'Europoort (Europoortkering).
Quelques kilomètres avant le débouché sur la mer du Nord, le Maeslantkering, inauguré en mai 1997, protège des inondations maritimes. La construction de ce barrage, un ouvrage d'art comportant deux portes mobiles de 210 m de long pour une hauteur de 22 m a été réalisée dans le cadre du plan Delta. L'architecture du Maeslantkering est inspirée de celle de la tour Eiffel,.

Le Maeslantkering
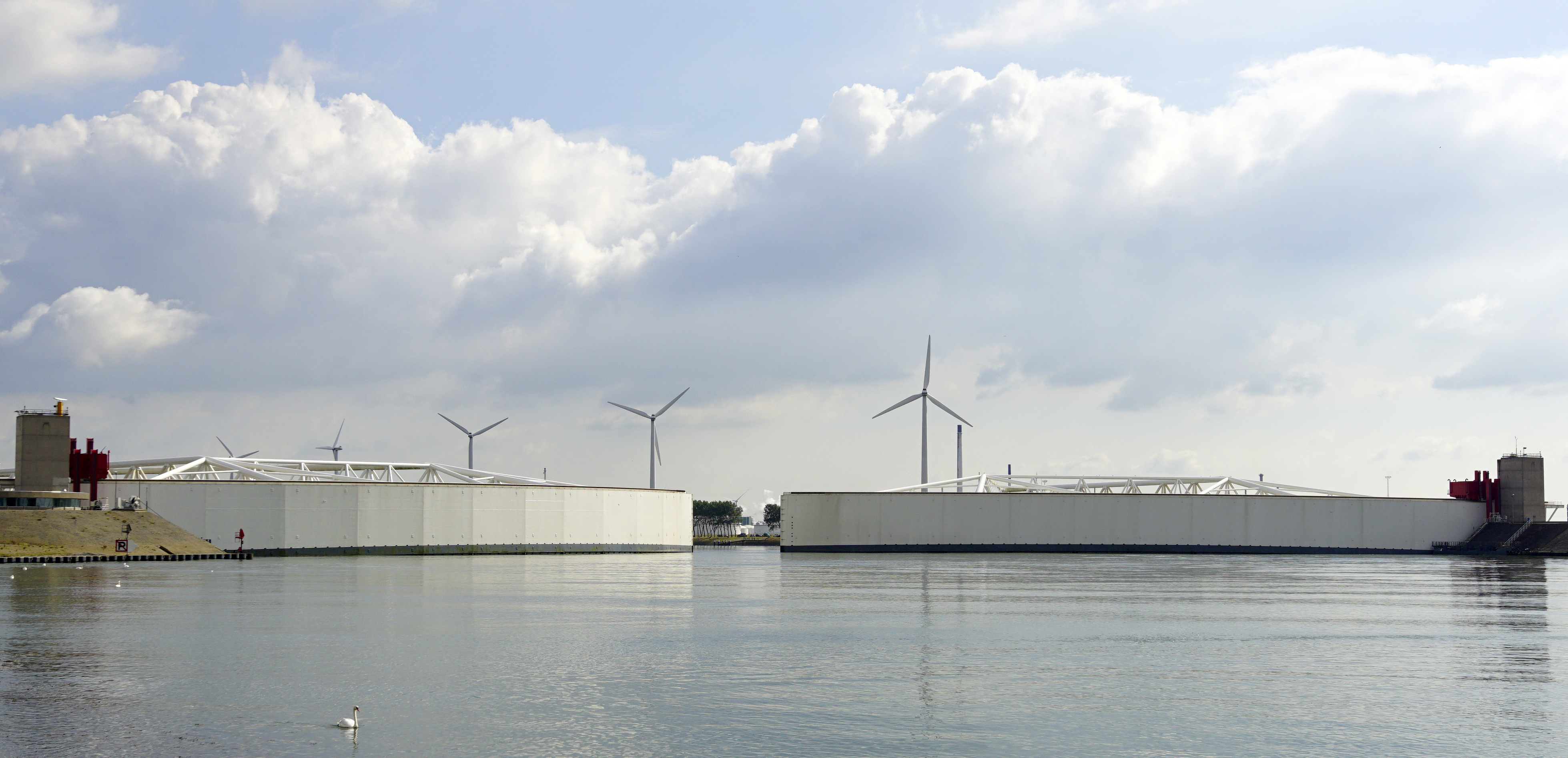
Le Maeslantkering, sur la Nieuwe Waterweg.
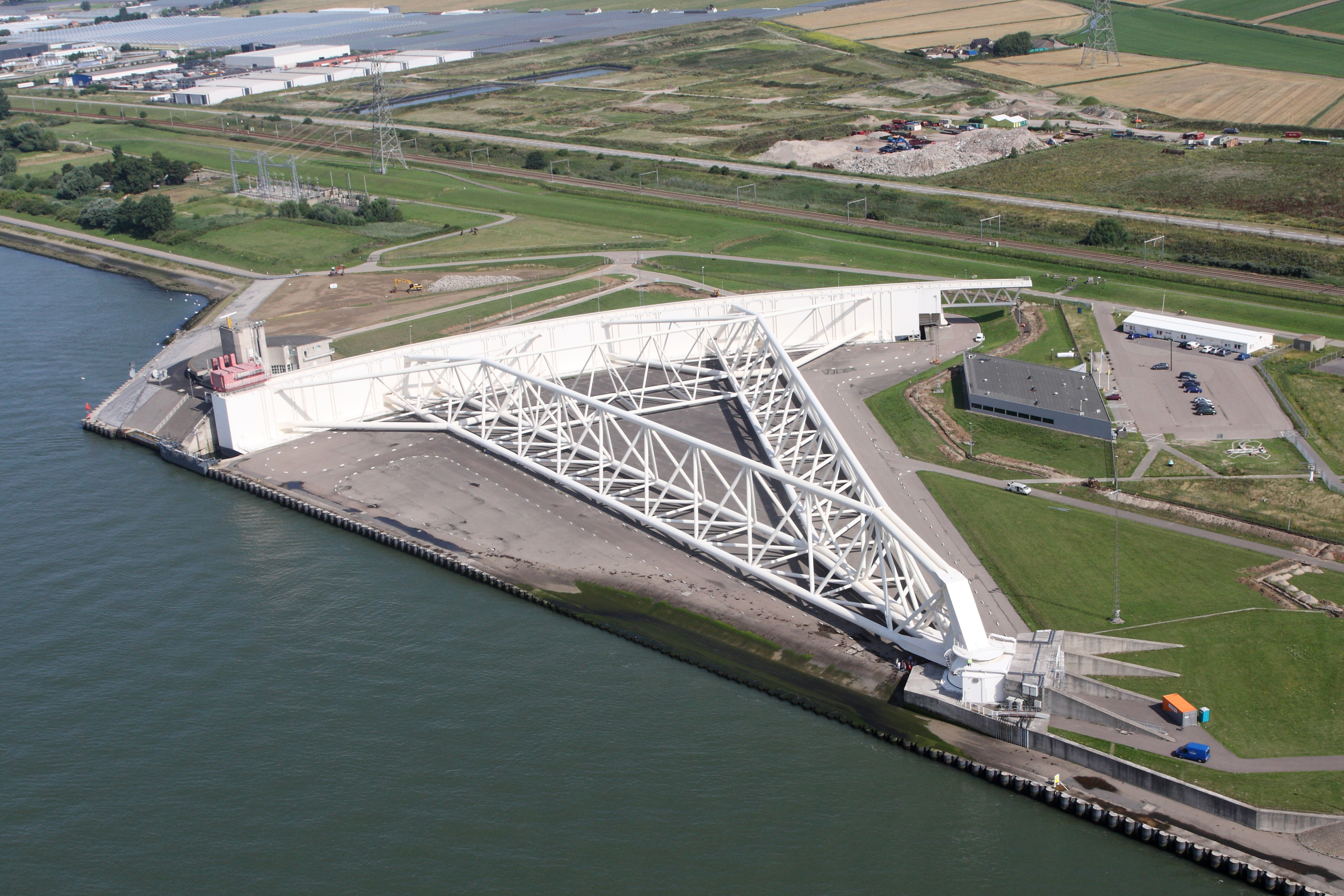
Le barrage, en vue aérienne.
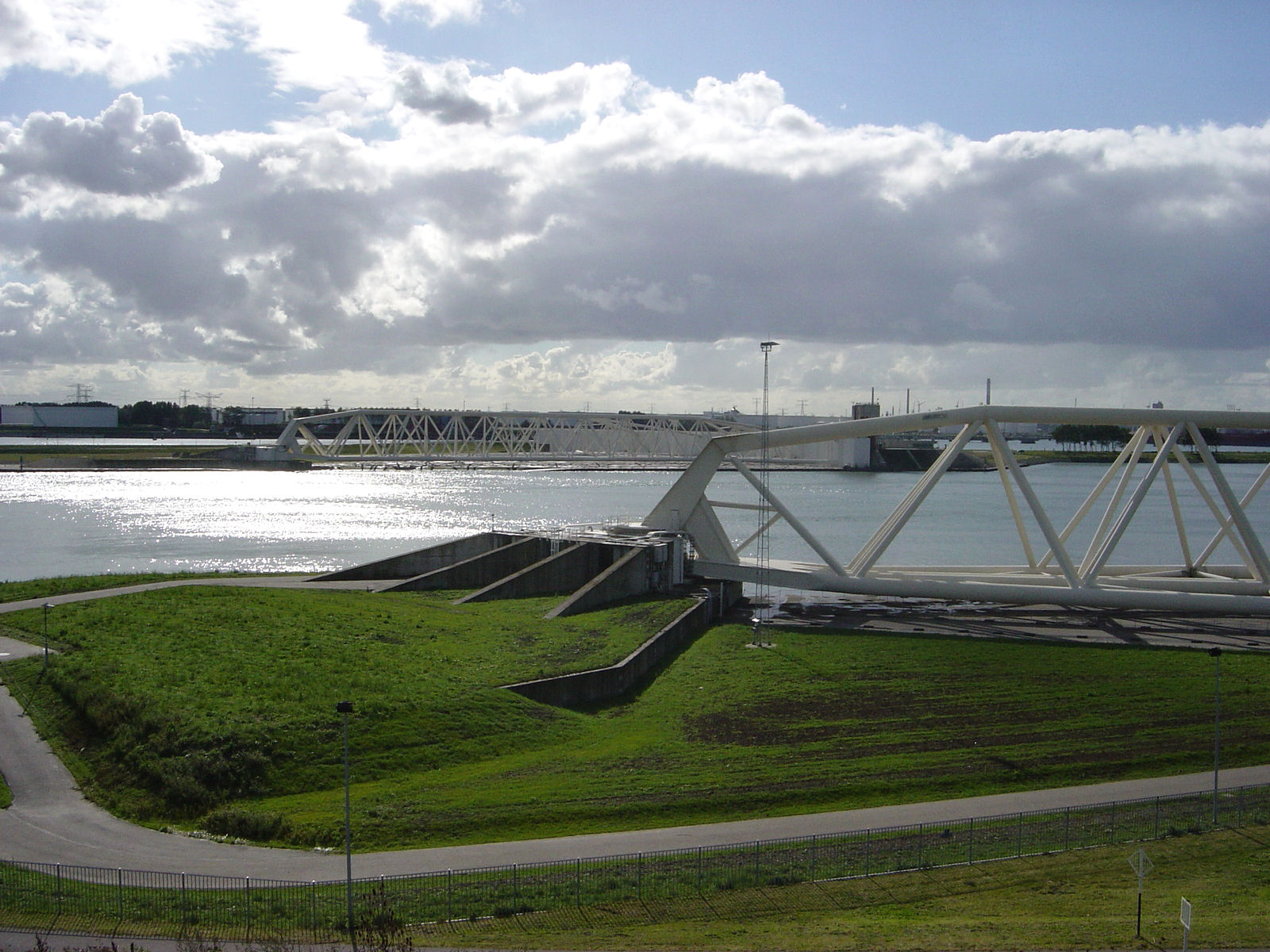
Le Maeslandkering, ses portes mobiles ouvertes.
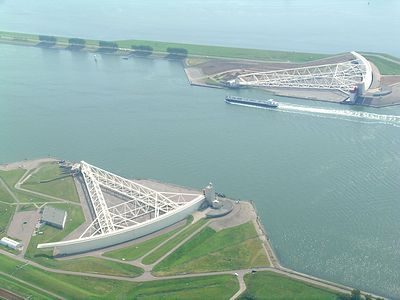
Le Maeslandkering et la Nieuwe Waterweg en vue aérienne.

## Pollution
Le développement économique permis par la Nieuwe Waterweg a eu pour corrélat une forte pollution de la rivière durant les XIXe siècle et XXe siècle. La qualité des eaux était si dégradée qu'elle s'est mise à constituer un risque pour la santé publique. L'environnement naturel a été également très dégradé par les industries qui se sont développées le long de la rivière. Le port de Rotterdam s'est développé sur une quarantaine de kilomètres, allant du centre-ville de Rotterdam à la mer, et de nombreuses industries polluantes bordent la rivière. Des réglementations se sont développées pour améliorer la qualité des eaux,,

## Construction du Nieuwe Waterweg

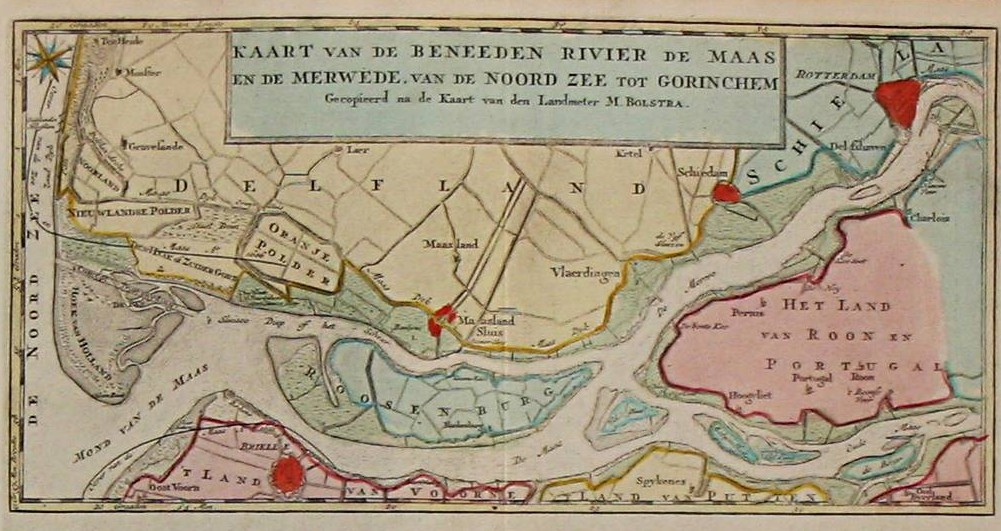
Embouchure de la Meuse en 1769. La zone qui sera creusée apparaît dans le prolongement de la Scheur.

| Rotterdam Brielle Beerenplaat Charlois Flardingue Schiedam Maassluis Maasdijk Scheur Canal Hartel Vieille Meuse Nouvelle Meuse Oostvoorne Brielse Gatdam Brielse Maasdam Lac d'Oostvoorne Lac de Brielle Rozenburg Spijkenisse Nieuwe Waterweg Canal Caland |

## Galerie

Nieuwe Waterweg
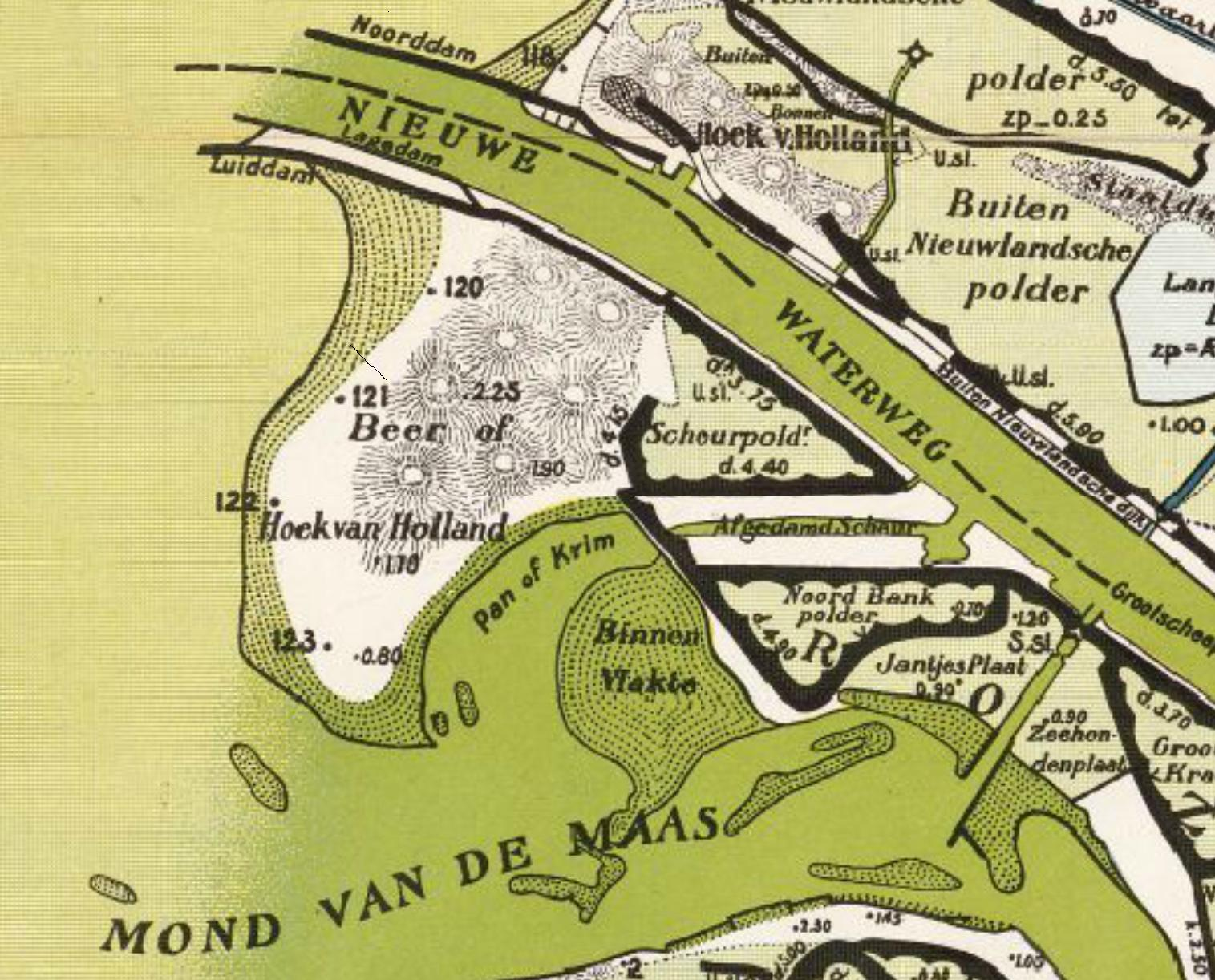
Estuaire de la Meuse, vers 1900.
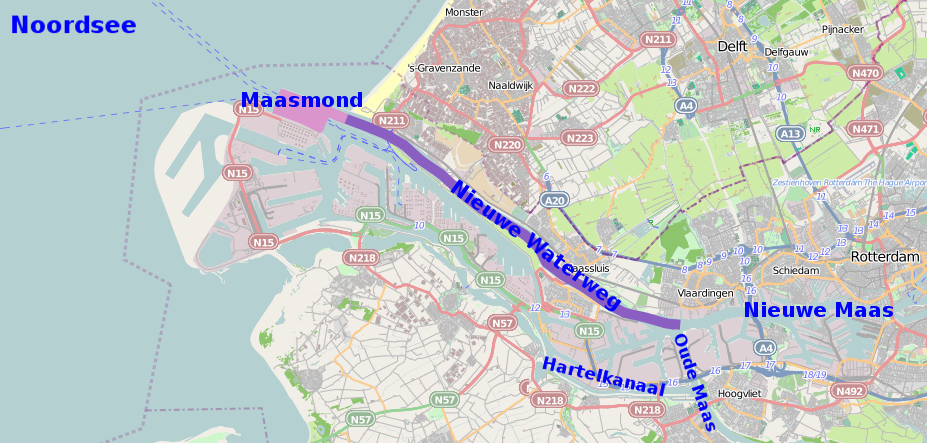
Situation vers 2000, (Maasvlakte2 en projet).
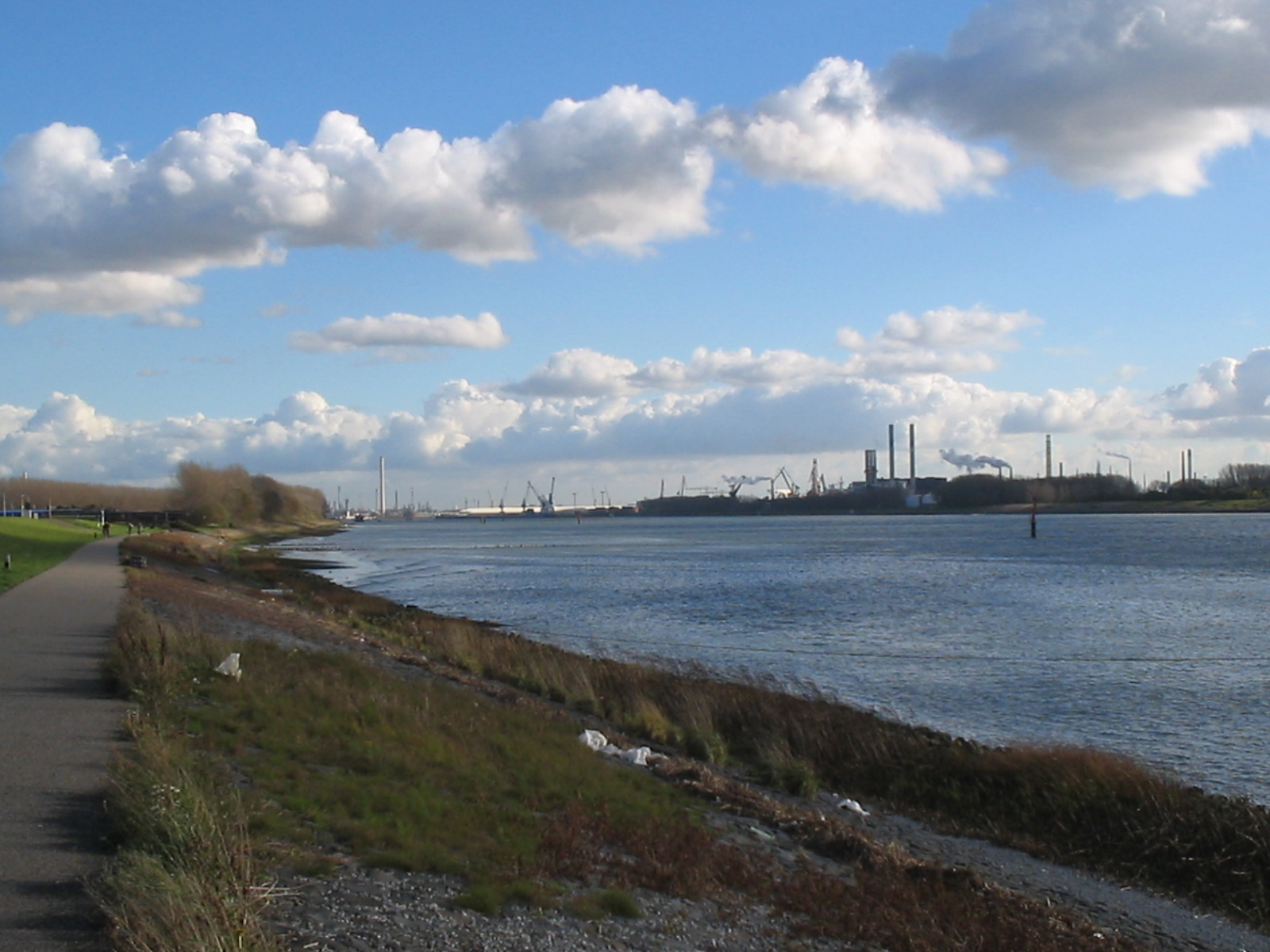
Le Nieuwe Waterweg.